# Indian Shores
Indian Shores é uma vila localizada no estado americano da Flórida, no condado de Pinellas. Foi incorporada em 1949.

## Geografia
De acordo com o United States Census Bureau, a vila tem uma área de 2,4 km², onde 0,9 km² estão cobertos por terra e 1,5 km² por água.

### Localidades na vizinhança
O diagrama seguinte representa as localidades num raio de 8 km ao redor de Indian Shores.

## Demografia
Segundo o censo nacional de 2010, a sua população é de 1 420 habitantes e sua densidade populacional é de 1 612,54 hab/km². Possui 2 625 residências, que resulta em uma densidade de 2 980,94 residências/km².